# اندرو سوان
اندرو سوان (انگلیسی: Andrew Swann؛ 1878 – Not known) بازیکن فوتبال اهل پادشاهی متحد بریتانیای کبیر و ایرلند بود.
از باشگاه‌هایی که در آن بازی کرده‌است می‌توان به باشگاه فوتبال آرسنال، باشگاه فوتبال لینکولن سیتی، باشگاه فوتبال تاتنهام هاتسپر، باشگاه فوتبال گیلینگام، باشگاه فوتبال بارنزلی، باشگاه فوتبال گینزبورو ترینیتی، و باشگاه فوتبال استوک‌پورت کانتی اشاره کرد.